# Friedrich Julius Morgen
Friedrich Julius Morgen (* 1811 in  Tilsit; † 1885) war ein deutscher Gutsbesitzer und Arzt in Ostpreußen.

## Leben
Morgens Eltern waren der Arzt und Hofrat Johann Friedrich Morgen und dessen Ehefrau Anna geb. Motherby. Nach dem Abitur an der Königlichen Litthauischen Provinzialschule studierte er an der Albertus-Universität Königsberg Medizin. 1829 wurde er Mitglied der Corpslandsmannschaft Lithuania. 1832 wurde er zum Dr. med. promoviert. Nach dem Studium betrieb er eine Arztpraxis, zuletzt als Kreisphysikus. 1848 erbte er das väterliche Gut Clemmenhof, das er 1862 an den Grafen Victor von Klinkowström verkaufte. 1859–1861 vertrat Morgen als Abgeordneter den Wahlkreis Königsberg 1 im Preußischen Abgeordnetenhaus. In den ersten beiden Sessionen gehörte er zur Fraktion von Vincke, in der dritten zur Fraktion Behrend.